# جوزيف كلارك (محامي)
جوزيف كلارك هو محامي كندي، ولد في 20 سبتمبر 1869 في أونتاريو في كندا، وتوفي في 27 يوليو 1941 في إدمونتون في كندا.